# 卢俊义
盧俊義，北宋人，與宋江等三十六人在山東發動對抗北宋汴京當局的起義。
在《水滸傳》中，為梁山泊義軍的副統領，地位僅次於宋江。祖居北大名府（今河北邯鄲大名县），是當地家大業大的富豪，也是聞名遐邇的槍棒名家，身高兩米有餘，貌若天神，白面星目，威風凜凜。後被迫加入梁山泊與朝廷對抗。
後來歸順朝廷，立下汗馬功勞，可是蔡京等奸臣妒才，又傳召盧俊義回到京城汴梁，把水銀放在皇帝御賜的飯菜中，盧俊義吃了以後背痛失足落水溺死。

## 生平（以小說為主）

### 上山经历

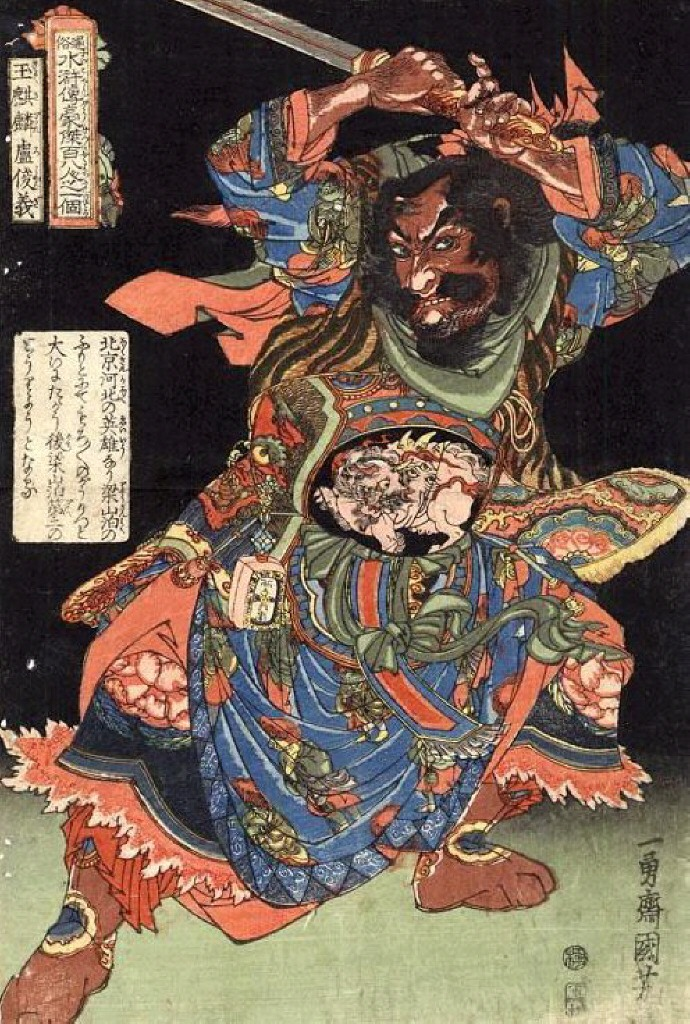
歌川國芳「通俗水滸伝豪傑百八人之一個・玉麒麟盧俊義」

當宋江聽到他的名號時就想請他入夥，於是吳用使調虎離山計，和李逵到大名去騙盧俊義出遠門，盧俊義上當後便收拾細軟離家避禍；盧俊義路過梁山泊為梁山好漢所擒，盧俊義不願入夥，而宋江也沒逼他，反而放他回去。
盧俊義回到大名，卻被管家李固與妻子賈氏出賣，他們通知官府說盧俊義勾結強盜，於是盧俊義被關進牢裡，後來發配沙門島。官差董超、薛霸受李固賄賂要在野外暗殺盧俊義，幸得心腹燕青搭救逃生，可是逃離不久又為官兵逮回改判死罪。
得知盧俊義遭判死刑的梁山豪傑立刻興兵攻打大名，宋江等計擒關勝、索超，又打破大名救出盧俊義。盧俊義返家殺死李固與賈氏後正式入梁山，在曾頭市一戰活捉殺害晁蓋的史文恭。

### 南征北战
宋江一度欲遵循晁蓋遺命立盧俊義為寨主，但是眾兄弟不服以及在盧俊義的推辭下，共同約定兩人以同樣的兵數分別攻打東平府、東昌府，並以破城先後決定寨主，宋江計捉敵將董平後順利攻下東平府，盧俊義不敵敵將張清的飛石攻勢在東昌府陷入苦戰，隨後宋盧兩軍聯手也沒能攻下，最後在梁山水陸並進才擊敗東昌府，同時奠定宋江為長、盧俊義為次的領導地位。
之後與宋江同受招安，征討契丹、田虎、王慶、方臘，曾立下一人击退上千追兵与一人敌四将的光荣战绩。官至武功大夫、廬州安撫使。

### 結局
征遼、平田虎、王慶及方臘後，朝廷封其為廬州安撫使兼兵馬副總管。家奴燕青曾勸其辭官離開免遭奸佞毒手，但被盧俊義拒絕，後因遭高俅、杨戬忌惮被兩人設計在皇帝欽賜的御酒與食物放入水銀，盧飲食後劇痛無法騎馬，在泗州淮河失足落水而死。

## 评价

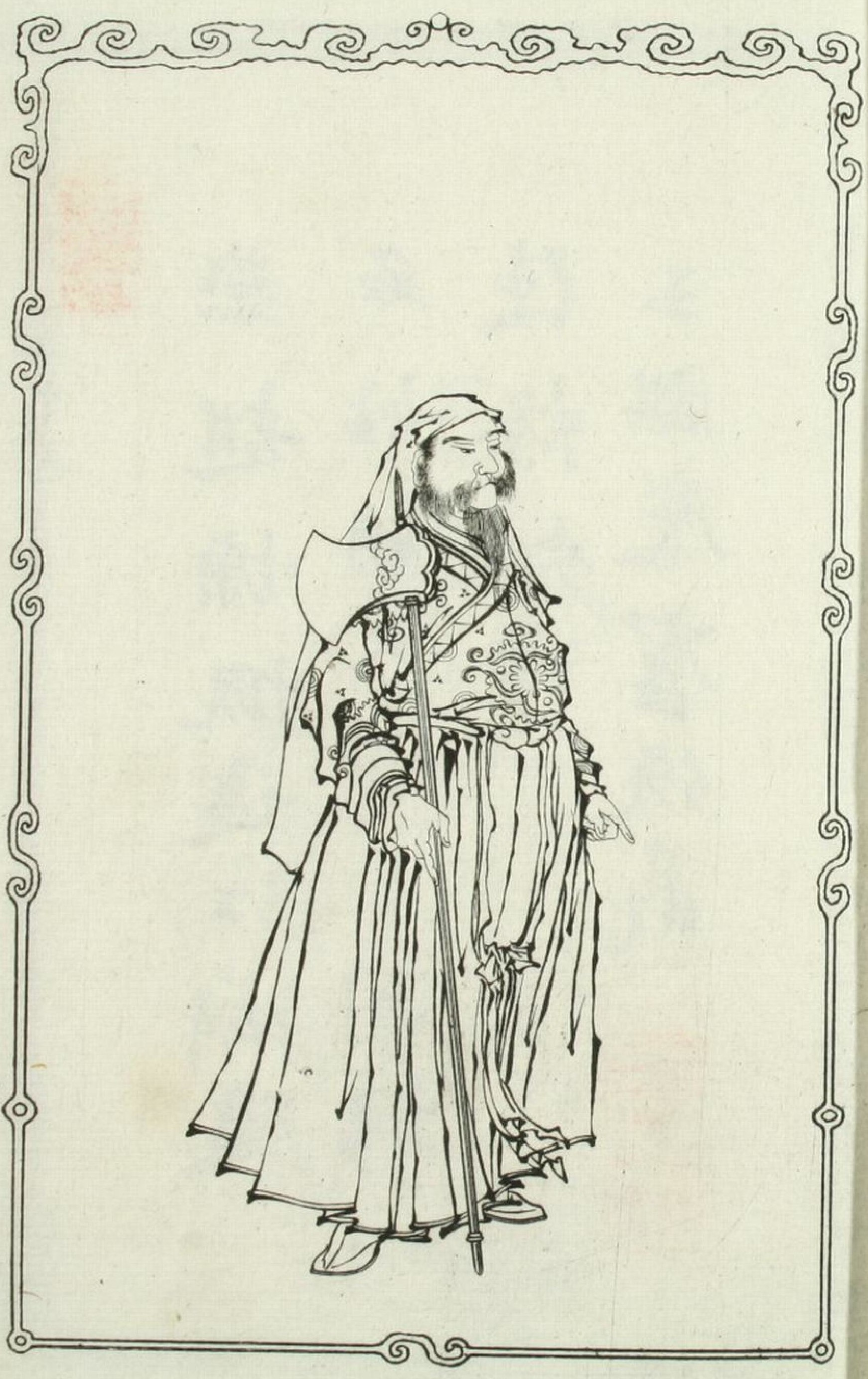
盧俊義

- 龔開：“白玉麒麟，见之可爱。风尘太行，皮毛终坏。”（《宋江三十六贊》）
- 王望如批《水浒》指责卢俊义：“不该有福不享，无端好使枪棒，名震京师，结果被逼上梁山做了强盗。”
- 金圣叹《读第五才子书法》：“卢俊义、柴进只是上中人物。卢俊义传，也算极力将英雄员外写出来了，然终不免带些呆气。譬如画骆驼，虽是庞然大物，却到底看来觉道不俊。柴进无他长，只有好客一节。”

## 影視
- 1972年香港邵氏《水滸傳》：丹波哲郎
- 1983年山东版《水浒》：丁汝骏
- 1998年央视版《水浒传》：王卫国
- 2004年《浪子燕青》：王绘春
- 2011年版《水浒传》：王建新
- 2013年电影《玉麒麟卢俊义》：马景涛
- 2015年电影《卢俊义生擒史文恭》：桑伟淋